# روبي جونسون (مغنية)
روبي جونسون (بالإنجليزية: Ruby Johnson)‏ هي مغنية أمريكية، ولدت في 19 أبريل 1936 في إليزابيث سيتي في الولايات المتحدة، وتوفيت في 4 يوليو 1999 في Lanham, Maryland ‏ في الولايات المتحدة.

## وصلات خارجية
- روبي جونسون على موقع ميوزك برينز (الإنجليزية)
- روبي جونسون على موقع ديسكوغز (الإنجليزية)